# Agora Modiano
Der Agora Modiano (griechisch Αγορά Μοδιάνο ‚Modiano-Markt‘) ist ein überdachter Markt im Zentrum der nordgriechischen Stadt Thessaloniki. Das Gebäude mit seinem hallenartigen Charakter und einem rechteckigen Grundriss hat zwei Stirnseiten mit Eingängen, und zwar zur Odos Ermou und zur Odos Basileos Irakleiou, die durch einen Mittelgang im Inneren miteinander verbunden sind.

## Geschichte
Das Marktgebäude wurde vom Architekten Jacques Oliphant und dem italienisch-jüdischen Ingenieur und Projektmanager Eli Modiano, dessen Familie auch Eigentümerin war, erbaut. Der Bau des Marktes begann 1922 und wurde 1925 abgeschlossen, die Eröffnung des Marktes erfolgte 1930. Er wurde im Bereich der Brandzone des großen Stadtbrandes von 1917 entsprechend dem Wiederaufbauplan des französischen Stadtplaners Ernest Hébrard errichtet. Vor dem Brand befanden sich an dieser Stelle die Talmud-Tora-Synagoge und ihr gleichnamiges Grundstück im jüdischen Viertel Kadi.
In den 1990er Jahren wurde der Markt nach und nach aufgegeben und Geschäfte schlossen, da sie ihre Lizenzen aus gesundheitlichen Gründen nicht verlängern konnten. Das Bauwerk des Modiano-Marktes wurde 1995 vom Kulturministerium als historisches Denkmal eingestuft, als „typisches Beispiel für ein Markt-Gebäude mit Portikus.“ Das Gebäude wurde 2017 von der Bauaufsicht von Thessaloniki aufgrund mangelnder Instandhaltung als baulich ungeeignet und gefährlich eingestuft und daraufhin geschlossen.

## Sanierung
Das Bauwerk wurde während der griechischen Finanzkrise 2011 in den Privatisierungsfonds des griechischen Staates eingelegt. Im Sommer 2017 erfolgte eine Teilprivatisierung durch Verkauf eines Anteils an die Fais Group, die nach und nach 57 % erwarb. Die Fais Group führte eine Sanierung für 6,5 Millionen Euro durch und nutzte dafür unter anderem ein Darlehen der Europäischen Investitionsbank. Die Sanierung nach den Plänen der Architektin Morfo Papanikolaou vom Architekturbüro SPARCH begann im September 2020 und wurde im Oktober 2022 abgeschlossen. Der sanierte Markt wurde am 5. Dezember 2022 für die Öffentlichkeit wieder eröffnet. Bei der Sanierung wurde über den Geschäften eine zweite Ebene als Aufenthaltszone eingezogen. Die Halle ist durch das Glasdach gut belichtet. Im Markt sind nach Angaben der Fais-Group 29 Geschäfte tätig. Dazu gehören ein Feinkostgeschäft, Bäckereien, eine Brauerei, die Biere ausschließlich von griechischen Mikrobrauereien verkauft, eine Konditorei mit traditionellen Cremes und handgemachten Sirupen, Lebensmittelgeschäfte, Weingüter, Fischhändler, Sushi-Bars und Restaurants.

## Auszeichnungen
Das Beleuchtungskonzept wurde mit dem LIT Lighting Design Award 2023 ausgezeichnet und ist Gold Winner des 2023 Muse Award.

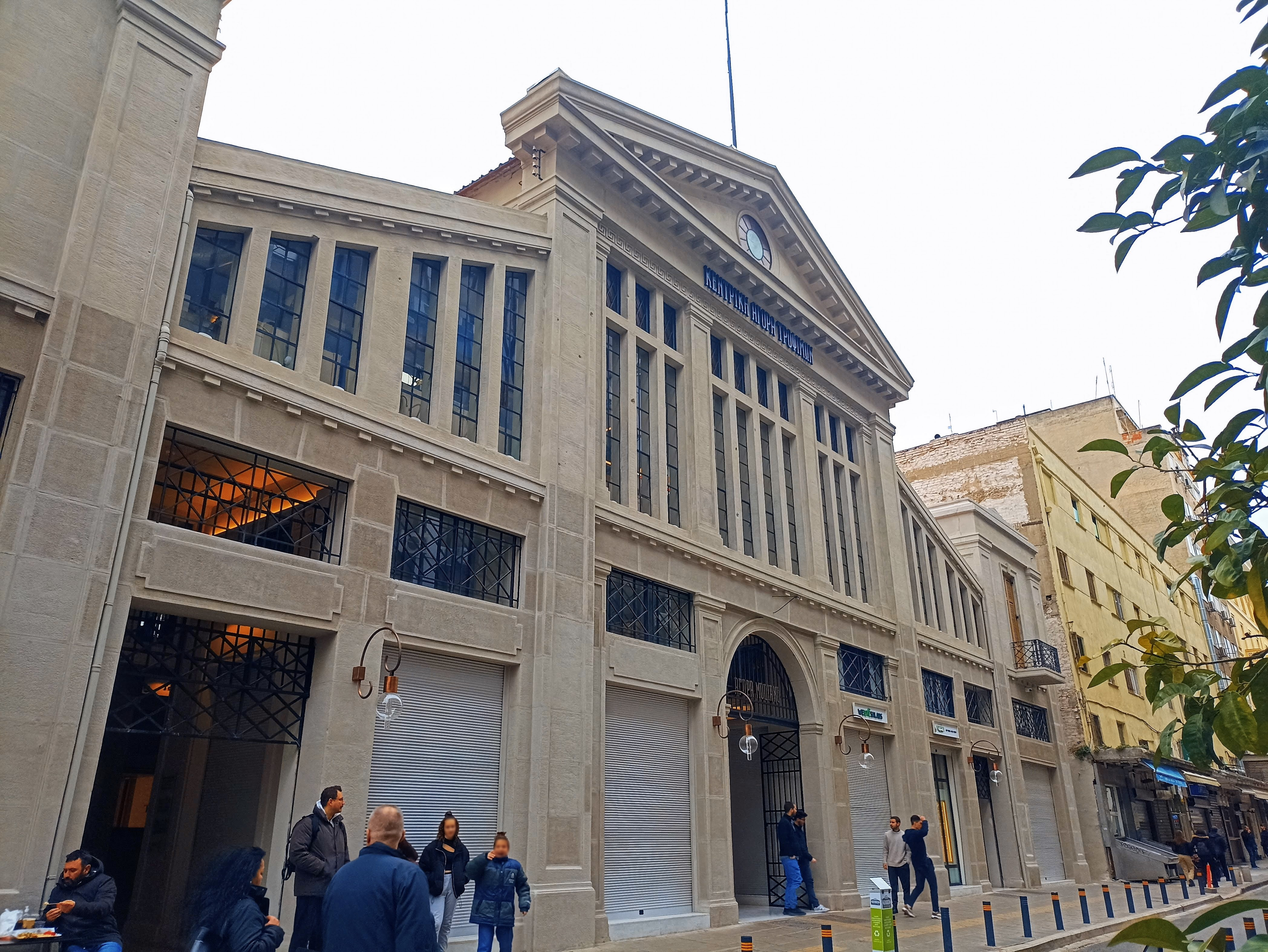
Ansicht von außen (2023)
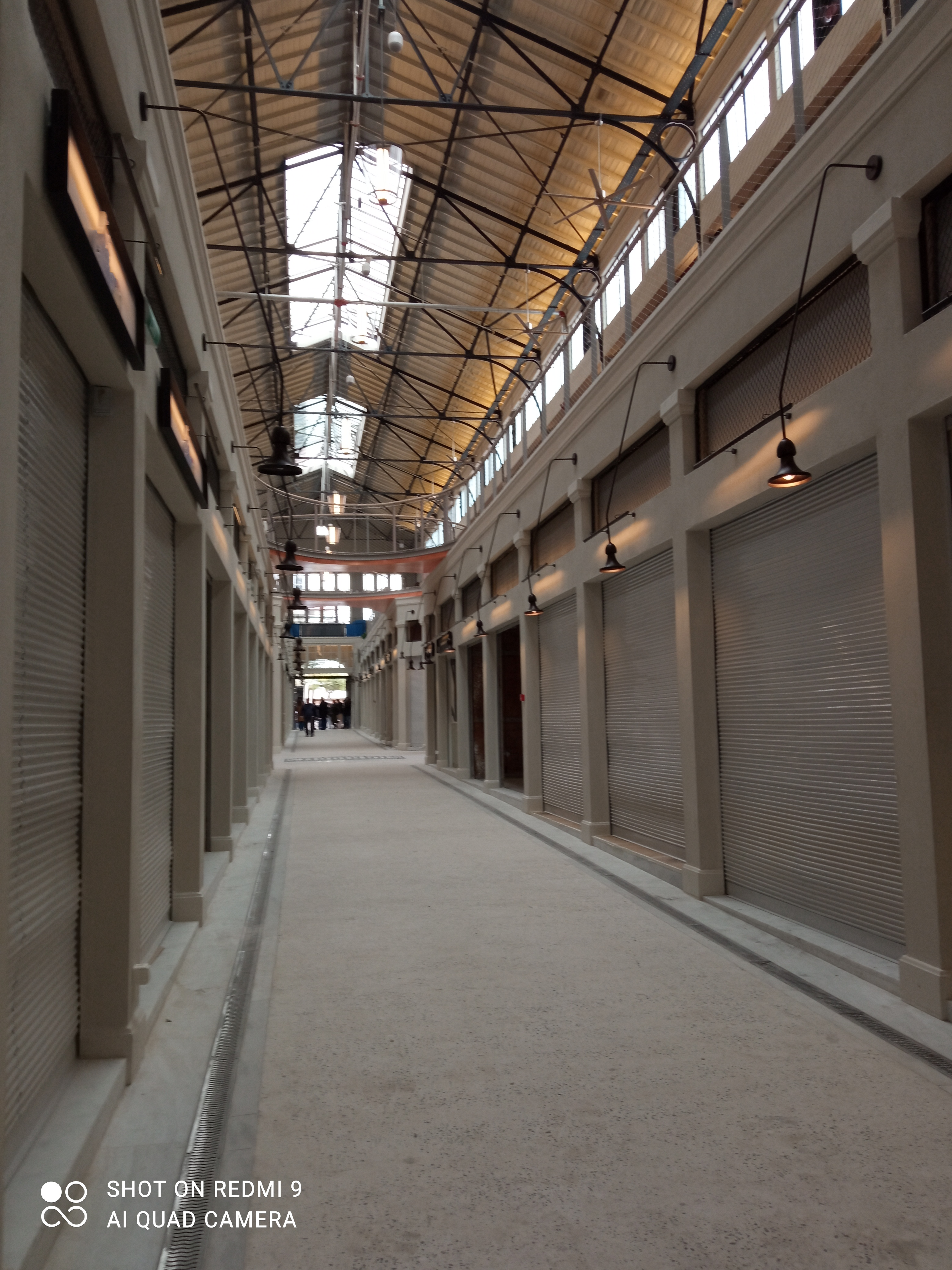
Der Mittelgang im Gebäude (nach der Sanierung)
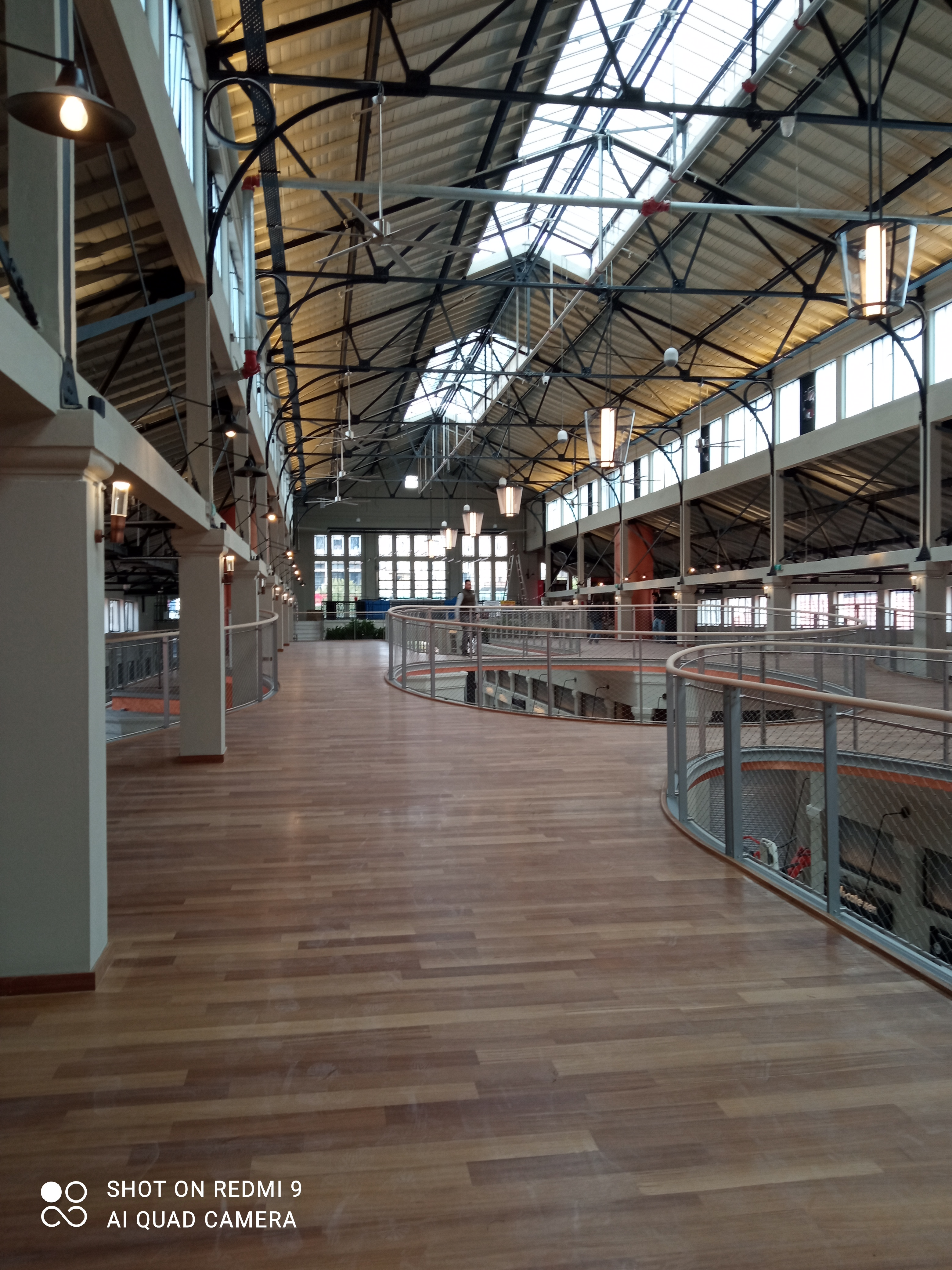
Neu eingezogene Ebene über den Geschäften